# سرهای اولمک
سرهای اولمک مجسمه‌های سنگی از سر انسان هستند که از تخته سنگ‌های بزرگ از جنس بازالت ساخته شده‌اند. ارتفاع آنها از 1.17 تا 3.4 متر می‌باشد. محققان و پژوهشگران تخمین می‌زنند که قدمت آنها به حدود 900 سال قبل از میلاد در آمریکای باستان می رسد. خصوصیات فیزیکی این مجسمه‌ها شامل گونه‌های گوشتی، بینی‌های صاف و چشم‌های کمی روی هم افتاده هستند. منشأ این نوع سنگ‌ها را از جایی در کوه‌های سیرا دلوس تاکستلاس (Sierra de Los Tuxtlas) در وراکروز (Veracruz) می دانند که حمل آنها به محل فعلی‌شان با فاصلۀ بیشتر از 150 کیلومتری به نیروی انسانی فراوانی نیاز داشت.
برای اولین بار این مجسمه‌ها توسط خوزه ماریا ملگار و سرانو در سال 1862 کشف شدند و تحقیقات باستان شناسی در سال 1938 توسط متیو استیرلینگ انجام گرفت. مشخص نمودن قدمت دقیق سرها همچنان دشوار است زیرا قبل از انجام تحقیقات باستان شناسی بر روی آنها دچار دگرگونی شده اند. اغلب آنها مربوط به دورۀ پیش کلاسیک اولیه (1500 - 1000 قبل از میلاد) و بعضی از آنها به دوره پیش کلاسیک میانه (1000 - 400 قبل از میلاد) مربوط می شوند. وزن کوچک‌ترین آنها حدود 5 تن و بزرگترین آنها بین 36 الی 45 تن هستند.

## تمدن اولمک
همچنین نگاه کنید: اولمک

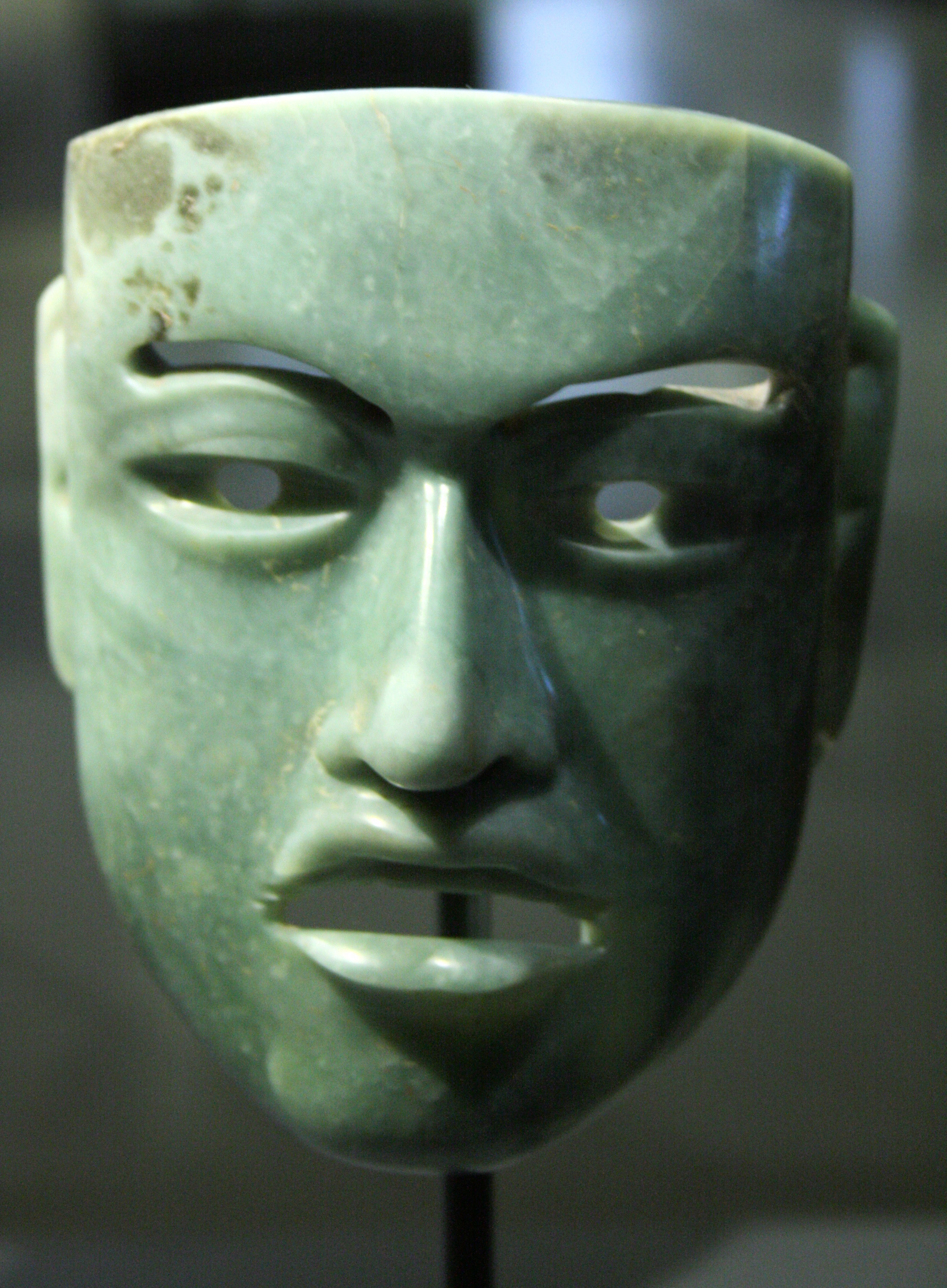
ماسک مربوط به تمدن اولمک

تمدن اولمک بین 1500 تا 400 قبل از میلاد در مناطق هموار جنوب شرقی مکزیک توسه یافت. هستۀ مرکزی این تمدن در منطقۀ ساحلی خلیج مکزیک در داخل ایالت‌های وراکروز و تاباسکو واقع است؛ منطقه‌ای به اندازۀ حدودی 275 کیلومتر مربع. اولمک‌ها اولین تمدنی هستند که در آمریکای میانی رشد کردند و قلب اولمک یکی از شش بستر شکل‌گیری تمدن در سراسر جهان باستان است؛ باقی فرهنگ‌ها مانند نورته چیکو آمریکای جنوبی، فرهنگ ارلیتو رودخانه زرد چین، تمدن دره سند شبه قاره هند، تمدن مصر باستان و تمدن ایران و سومر باستان در عراق می باشند.
اولمک‌ها یکی از نخستین ساکنان قاره آمریکای باستان بودند که قبل از تمدن کارال بودند. آنان اولین مردمانی در قاره آمریکا بودند که مجسمه‌سازی سنگی را توسعه دادند. در دهۀ اول قرن بیست و یکم، شواهدی مبنی بر نوشته‌های اولمکی به دست آمد که اولین نمونه‌های هیروگلیف آنها مربوط به حدود 650 سال قبل از میلاد مسیح است. شواهد جامعه پیچیده در اولمک‌ها باعث شده است که به عنوان "فرهنگ مادر" آمریکای میانی در نظر گرفته شود.

## بناهای تاریخی شناخته شده

نقشه‌ای که مکان‌های کشف سرهای اولمک را نشان می‌دهند.

بنای یادبودی در تاکالیک آباج در گواتمالا تنها نمونه‌ای است که خارج از مرکز اولمک در ساحل خلیج مکزیک یافته شده است؛ تختی است که ممکن است از یک سر عظیم تراشیده شد باشد. سرهای عظیمی در منطقه تمدن مایاها نیز کشف شده است.

### سن لورنزو
سر بزرگ سان لورنزو شماره 1 هنگام حفاری جهتش به سمت بالا بود. سر بزرگ 1 ارتفاعی برابر با 2.84 متر دارد و عرض آن 2.11 متر و وزنش 25 تن است. این اثر در سال 1945 توسط متیو استیرلینگ در لبۀ دره به طور نیمه مدفون کشف گردید. تاج آن دارای نوار ساده‌ای است که در پشت سر بسته شده است. پیشانی با چین و چروک‌هایی به حالت اخم مشخص شده است. لب‌ها کمی باز هستند بدون اینکه دندان‌ها مشخص باشند. چهره تقارن ندارد که احتمال دارد ناشی از خطای مجسمه‌سازان باشد.

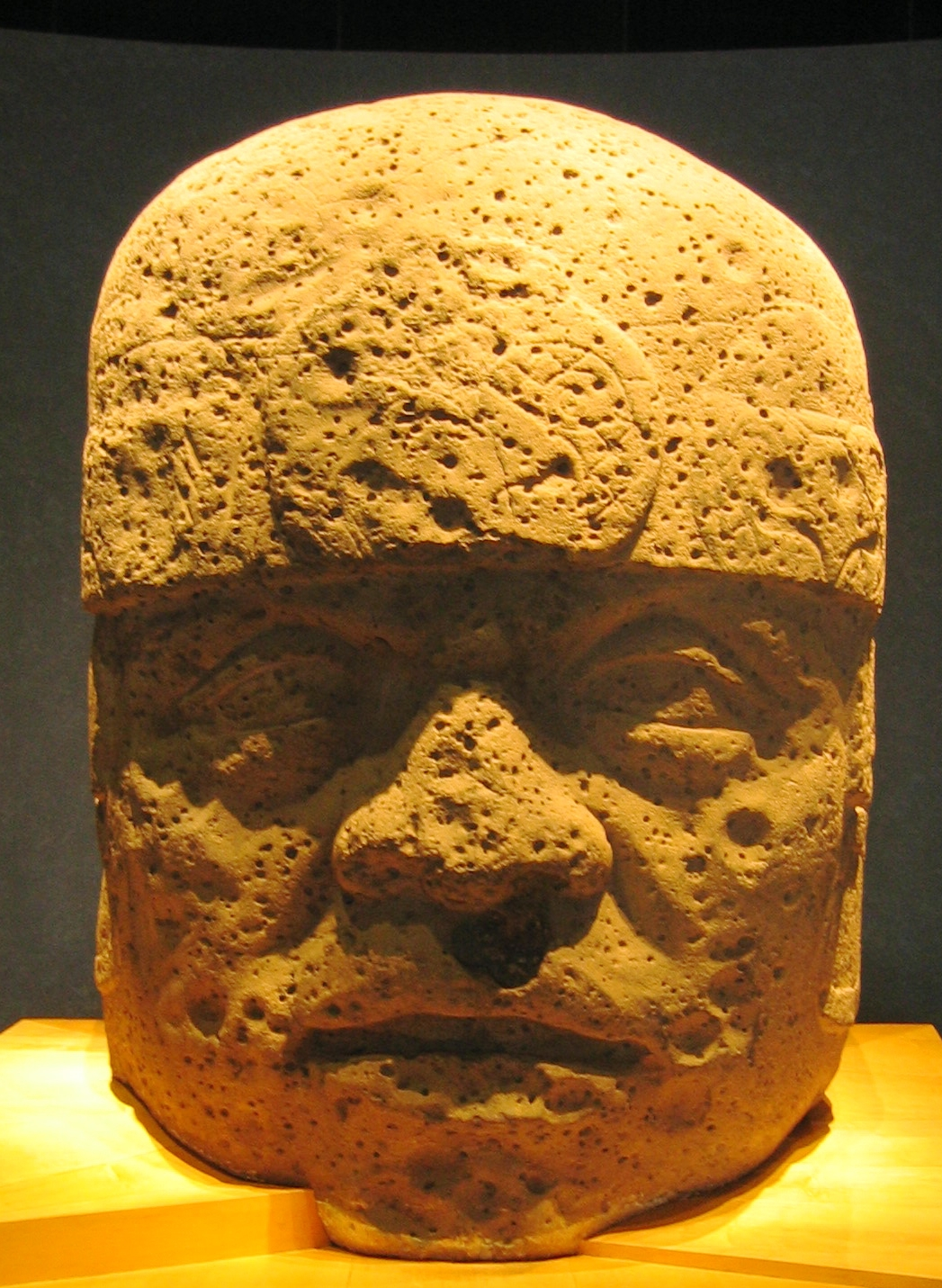
سر 2 سان لورنزو که در موزۀ ملی مردم شناسی در مکزیک نگهداری می شود.

سر بزرگ سان لورنزو 2 با ارتفاعی برابر با 2.69 متر و عرض 1.83 متر و وزن آن برابر با 20 تن می باشد. این اثر در سال 1945 هنگامی که راهنمای راهنمای متیو استرلینگ برخی از گیاهان و گل و لای پوشاننده آن را تمیز کرد، کشف گردید. این سر هم اکنون در موزۀ ملی انسان‌شناسی در مکزیکو سیتی قرار دارد. محققان قدمت ساخت این سر را به دوره‌های پیش کلاسیک اولیه و کلاسیک دیرینه می دانند. سر بزرگ 2 دارای تاج پیچیده‌ای است که نوار افقی در پشت سر دارد و با سه سر پرنده در بالای پیشانی و قسمت شقیقه‌ها واقع شده، مزین گردیده است. دو نوار کوتاه از تاج در جلوی گوش‌ها آویزان هستند. این سر به شدت آسیب دیده است.

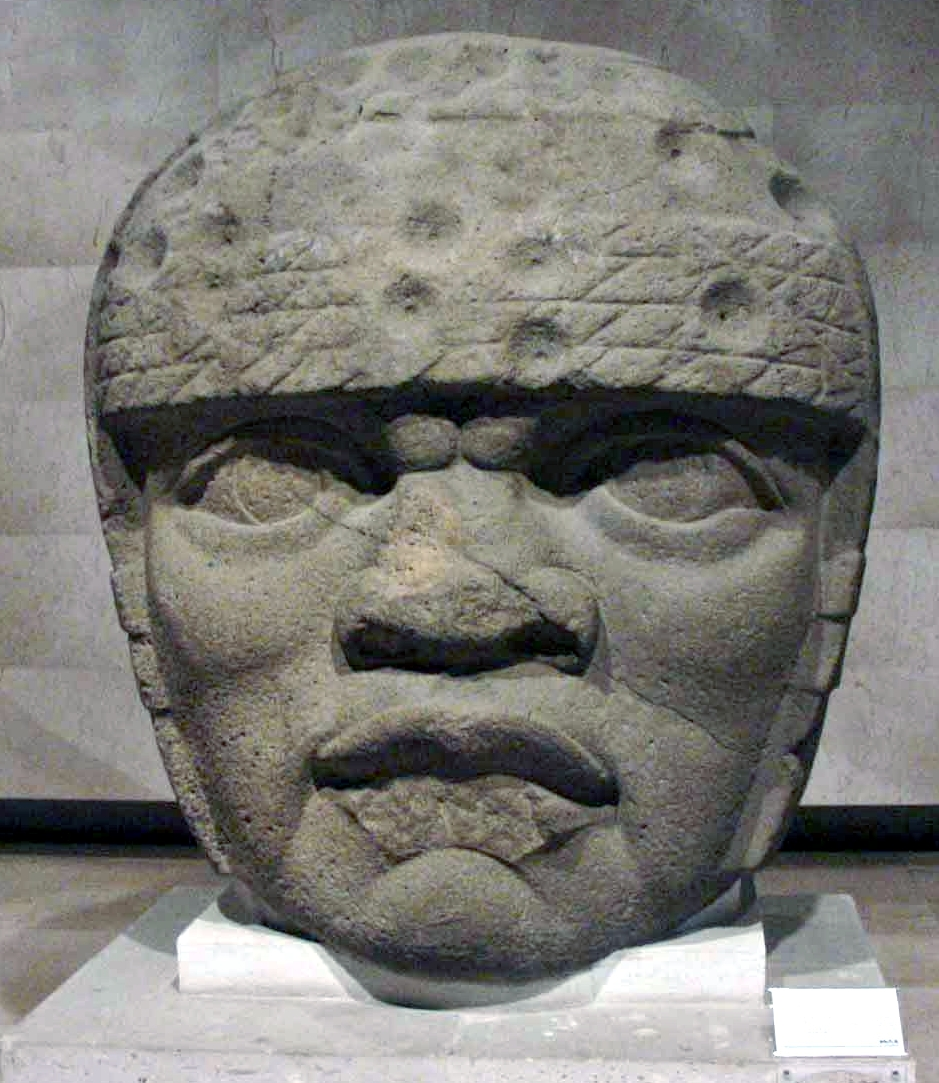
سر 3 سان لورنزو که هم اکنون در موزه مردم شناسی زالاپا نگهداری می شود.

سر بزرگ سان لورنزو 3 به ارتفاع 1.78 متر، عرض 1.63متر و  وزن 9.4 تن است. این سر در سال 1946 توسط متیو استرلینگ در یک درۀ عمیق کشف گردید؛ حفاری این سر به دلیل شرایط مرطوب منطقه به دشواری صورت گرفت. این سر در موزۀ انسان‌شناسی زالاپا قرار دارد. تاج آن پیچیده است و نوار افقی پایینی آن از چار رشته افقی تشکیل شده که چین‌های آن بالای چشم‌ها را می پوشاند. یک کلاه کوچک بالای تاج قرار دارد. صورت دارای پیشانی چروکیده و اخم کرده است و به طور غیرمعمول، پلک‌های آن به وضوح مشخص هستند.

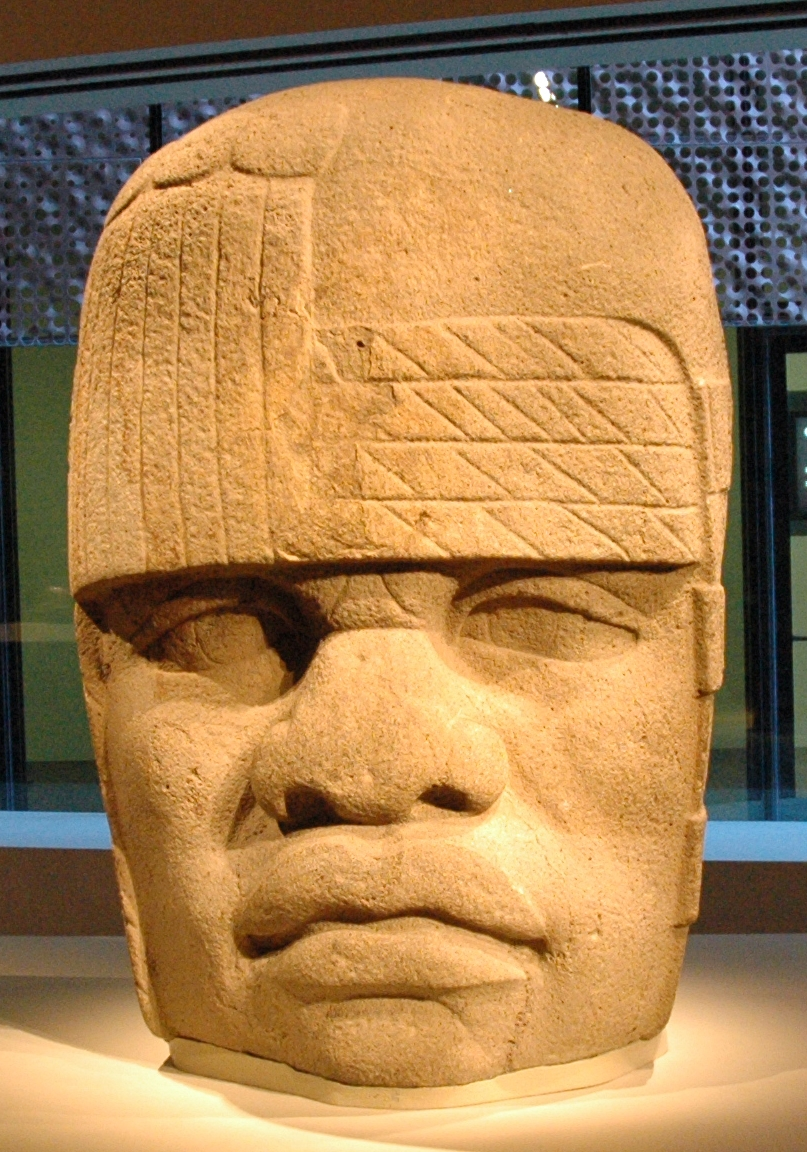
سر 4 سان لورنزو که هم اکنون در موزۀ مردم شناسی زالاپا نگهداری می شود.

سر بزرگ سان لورنزو 4 دارای ارتفاع 1.78 متر، عرض 1.17 متر و وزن 6 تن است. این سر در سال 1946 توسط متیو استرلینگ کشف گردید. هنگام حفاری مشخص شد که در وضعیت خوبی نسبت به سرهای قبلی دارد. تاج این سر با نوار افقی مزین شده و مشابه تاج سر 3 است. لبه گوش فقط در سمت راست قابل مشاهده است. این صورت متعلق به مردی سالخورده با پیشانی چروکیده، گونه‌های پایین و چانۀ برجسته است.
سر بزرگ سان لورنزو 5 به ارتفاع 1.86 متر، عرض 1.47 متر و وزن 11.6 تن است. این سر در سال 1946 توسط متیو استرلینگ کشف گردید و در درۀ جنوب تپه اصلی یافت شد. این سر به خوبی ساخته شده است. سر بزرگ 5 به طور قابل مشاهده‌ای حفظ شده است؛ گرچه قسمت پشتی بند تاج در هنگام جابجایی از محل باستان شناسی آسیب دیده است. دو بند کوتاه از تاج در جلوی گوش‌ها پایین می آیند. گوش‌ها با گوشواره‌های دیسک مانند مزین شده‌اند. صورت متعلق به مردی سالخورده با چین و چروک زیر چشم‌ها و بروی بینی و پیشانی است. لب ها کمی باز هستند.

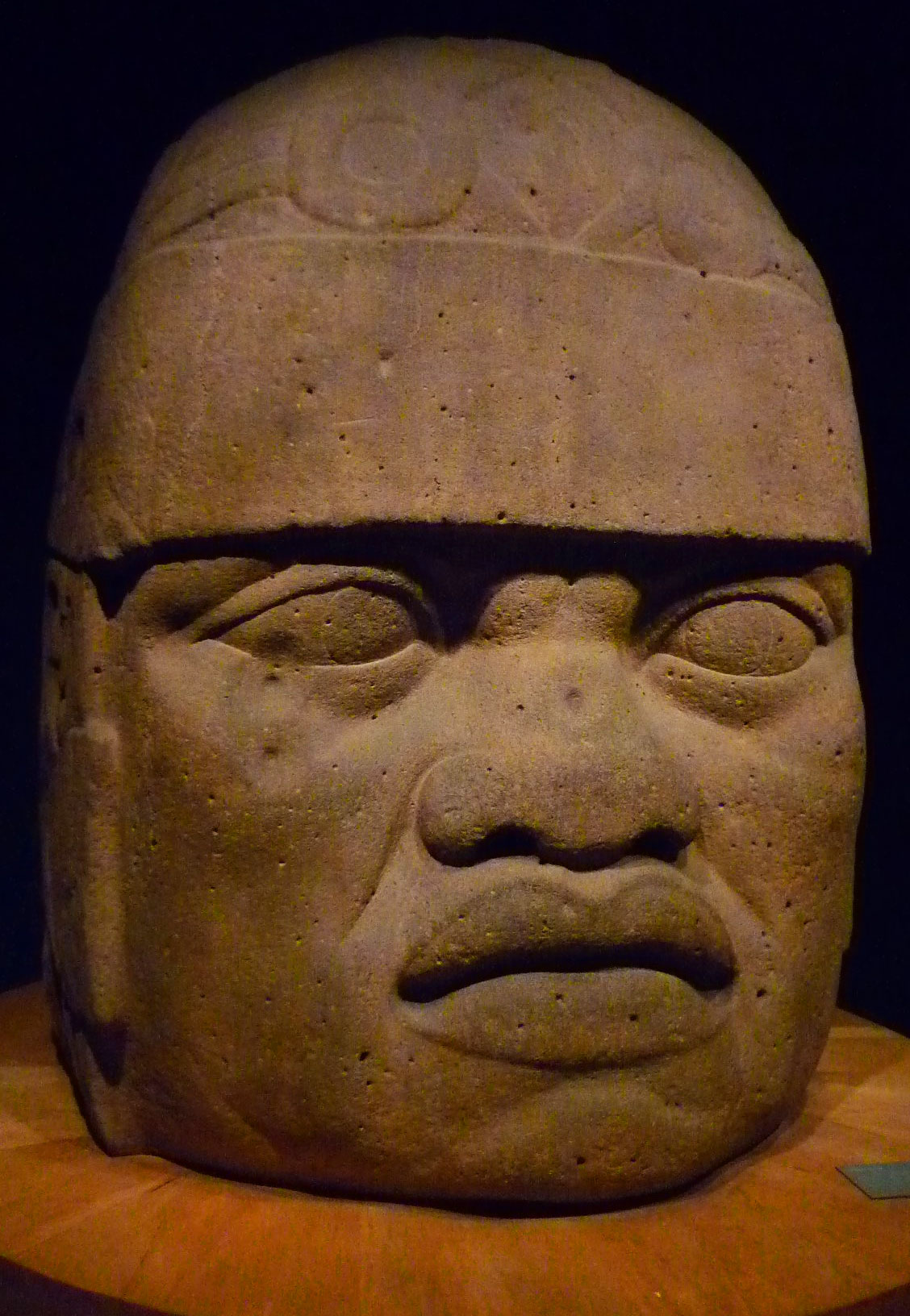
سر 6 سان لورنزو که هم اکنون در موزۀ ملی مردم شناسی مکزیک نگهداری می شود.

سر بزرگ سان لورنزو 6 به ارتفاع 1.67 متر، عرض 1.41 متر و وزن بین 8 تا 10 تن است. این سر توسط یک کارگر محلی کشف شد و در سال 1965 توسط لوئیس آولرا و رومان پینا چان حفاری شد. پوششی از زیر تاج پایین آمده و نیمه پشتی گردن را می پوشاند. بند تاج از بالای گوش راست شروع شده و دور سر را احاطه می کند. تزئینات گوش پیچیده هستند. صورت متعلق به مردی سالخورده با پیشانی چروکیده، چین و چروک زیر چشم‌ها، گونه‌های افتاه و چین‌های عمیق در دو طرف بینی است.

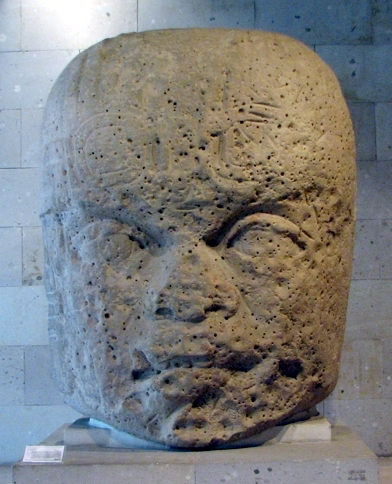
سر 7 سان لورنزو که در موزه مردم شناسی زالاپا نگهداری می شود.

سر بزرگ سان لورنزو 7 به ارتفاع 2.7 متر، عرض 1.85 متر و وزن 18 تن است. این سر از یک تخته سنگ بزرگی بازسازی شده و توسط یک پروژۀ باستان‌شناسی مشترک بین مؤسسۀ ملی انسان‌شناسی و تاریخ کشف شد. سر در عمق 1 متری دفن شده بود. وضعیت سر به خوبی حفظ نشده و به دلیل فرسایش و آسیب‌های عمدی دچار صدمه شده است. پوشش سر با یک جفت دست انسانی مزین گردیده، در پشت بند تاج، یک پرنده حکاکی شده است. سر گوش بزرگی است که تزئینات بر روی آن دارد. صورت دارای چین و چروک بین بینی و گونه‌ها است. لب ها به شدت آسیب دیده و دهان باز است.

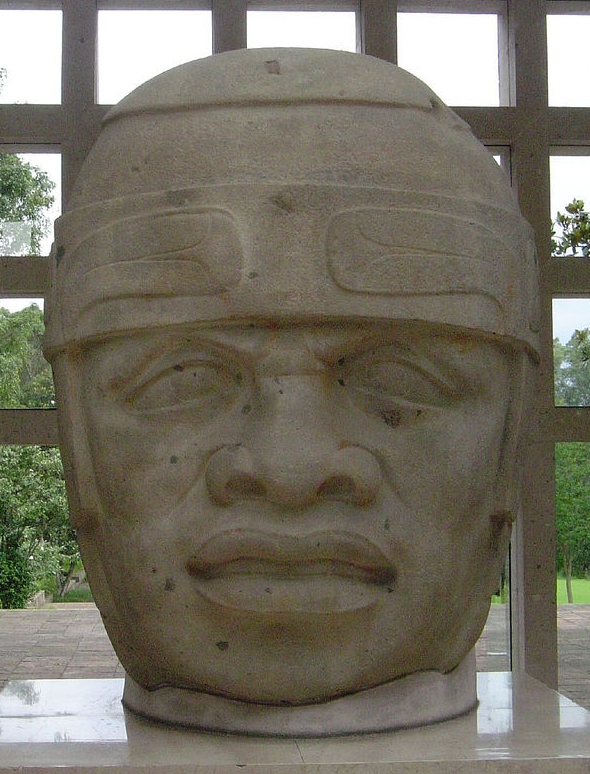
سر 8 سان لورنزو که در موزۀ مردم شناسی زالاپا نگهداری می شود.

سر بزرگ سان لورنزو 8 به ارتفاع 2.2 متر، عرض 1.65 متر و وزن آن 13 تن است. این سر یکی از بهترین نمونه‌های سر بزرگ اولمک است. این سر به دورۀ پیش کلاسیک اولیه تاریخ گذاری شده است. پوشش سر با چنگال‌های یک جگوار یا عقاب تزئین شده است. صورت متعلق به مردی بالغ با گونه‌های افتاده و چین و چروک است. پیشانی در حالت اخم جمع شده و دهان کمی باز است تا دندان‌ها را نشان دهد.
سر بزرگ سان لورنزو 9 به ارتفاع 1.65 متر، عرض 1.36 متر است. این سر در سال 1982 به دلیل فرسایش دره در سان لورنزو کشف گردید. اگرچه این سر توسط باستان‌شناسان کشف گردید، اما مدتی در محل کشف شده باقی ماند تا اینکه به موزۀ انسان‌شناسی خالاپا منتقل گردید. تاج سر از یک تکۀ واحد تشکیل شده است، دو طرف سر الگوهایی نمایان هستند که احتمالاً دارای موهای بلندی بوده است. چهره لبخند می‌زند و چین و چروک‌هایی زیر چشم‌ها و در اطراف حفرۀ دهان دارد. گونه‌ها افتاده و چشم‌ها بزرگ هستند. دهان در حالت بسته قرار داشته و لب بالایی صدمه دیده است. 

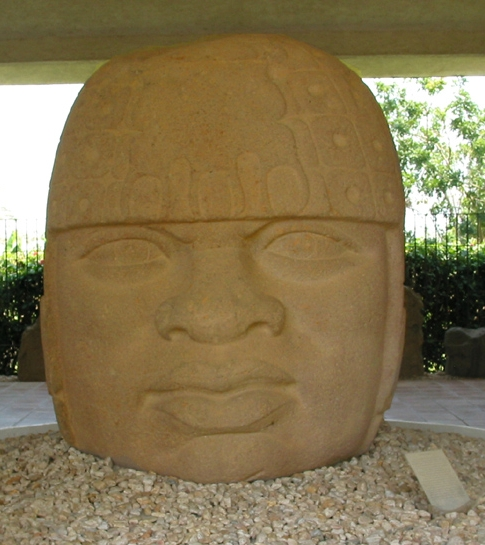
سر 10 سان لورنزو

سر بزرگ سان لورنزو 10 به ارتفاع 1.8 متر، عرض 1.43 متر و وزن 8 تن است. این سر در سال 1994 از طریق آنالیز مغناطیس‌سنج کشف گردید. تاج سر از 02 مهره گرد تشکیل شده که قسمت بالای سر را می پوشاند. بالای پیشانی یک ردپایی به شکل پرنده وجود دارد. چهره متعلق به یک مرد بالغ با دهان بسته، گونه‌های افتاده و خطوطی زیر چشم‌ها است.

### لا ونتا
اولین سر از این مجموعه در کنار هرمی بزرگ در سال 1925 طی کاوش‌های باستان‌شناسی در لا ونتا کشف گردید؛ سه سر دیگر توسط راهنمایی یک پسر محلی به متیو استیرلینگ کشف گردیدند.

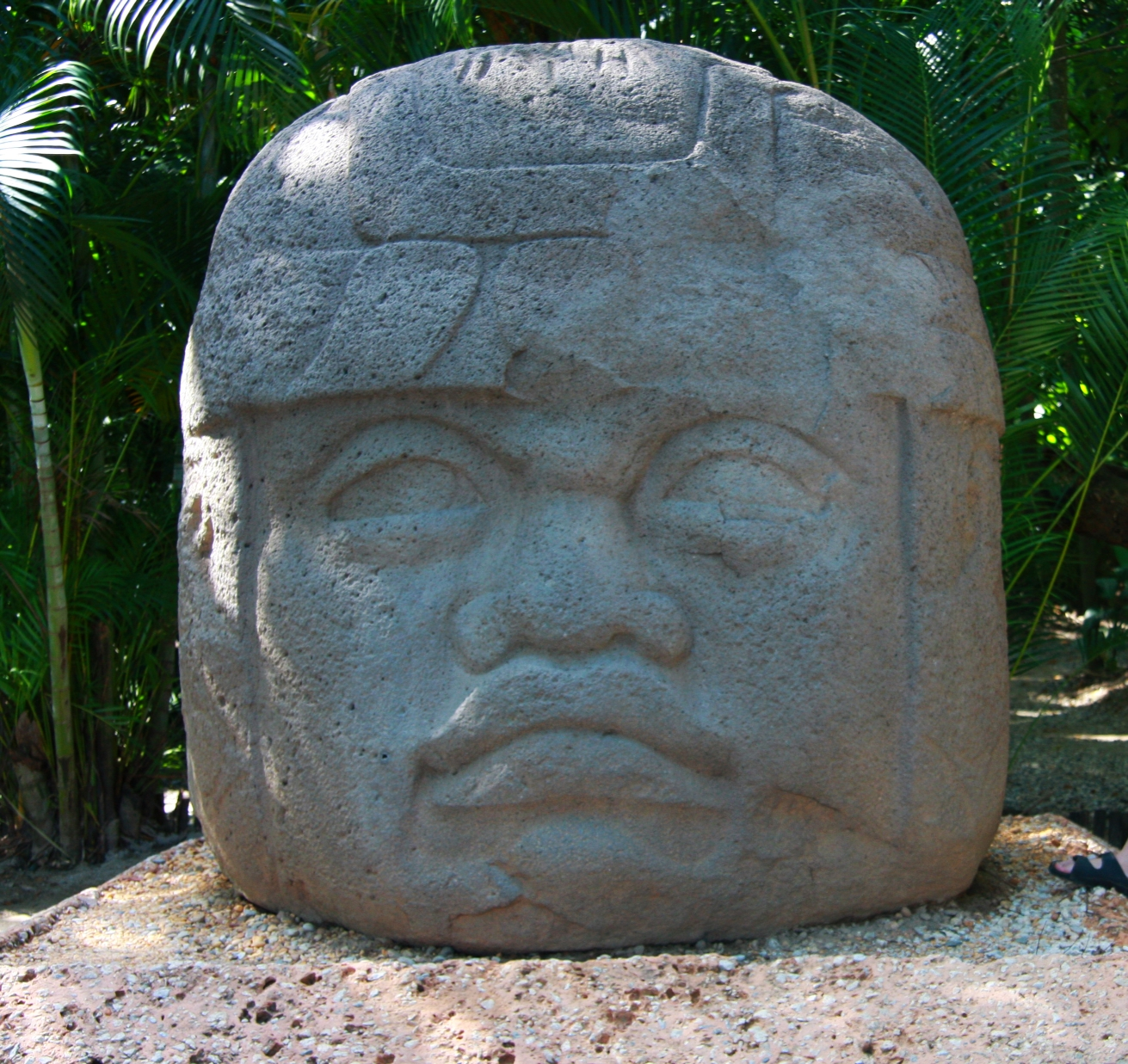
سر 1 لا ونتا

یادبود 1 لا ونتا احتمالاً چهرۀ آخرین حاکم منطقه است. مشخصات ظاهری آن شامل 2.41 متر ارتفاع، 2.08 متر عرض و وزن 24 تن می باشد. جلوی تاج سر علامتی است که به نظر می رسد چنگال یا دندان‌های یک حیوان است. بند تاج از جلوی گوش‌ها در هر طرف پایین می آید. این سر متعلق به یک مرد بالغ است، با چین و چروک‌هایی در اطراف حفرۀ دهان، چشم‌ها و بینی. یادبود 1 بهترین سر حفظ شده در لا ونتا است اما دچار فرسایش شده است. هنگامی که این سر کشف شد، به دلیل ابعاد بزرگ آن در سال 1925 به طور کامل مورد حفاری واقع نشد اما در سال 1940 متیو استیرلینگ به طور کامل آن را حفاری کرد. تاریخ‌گذاری کربن رادیواکتیو نشان داد که این سر بین سالهای 1000 تا 600 پیش از میلاد ساخته شده است.

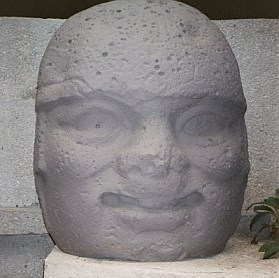
سر 2 لا ونتا

یادبود 2 لا ونتا به ابعاد 1.63 متر ارتفاع، 1.35 متر عرض و 11.8 تن وزن است. چهره لبخند بزرگی دارد که چهار دندان بالایی دیده می شود. چهره به شدت فرسوده شده و برخی از ویژگی‌هایش را از بین برده است. همچنین بخشی از بینی به عمد آسیب دیده است. تاریخ گذاری کربن رادیواکتیو ساخت آن را بین سالهای 1000 تا 600 پیش از میلاد نشان می دهد. سر دارای تاج برجسته‌ای است اما صدمه دیده است. بندی از جلوی گوش‌ها آویزان است.
یادبود 3 لا ونتا به ارتفاع 1.98 متر، عرض 1.6 متر و وزن 12.8 تن است. قدمت این سر مانند سرهای قبلی لا ونتا است. این سر به نظر می رسد در نیمۀ کار رها شده و دچار فرسایش شدیدی شده است. این سر یک تاج بزرگ دارد که به ابروها می رسد، اما جزئیات ظاهری آن از بین رفته است. اگرچه بیشتر جزئیات از بین رفته است ولی چین و چروک‌های بینی هنوز قابل مشاهده است.

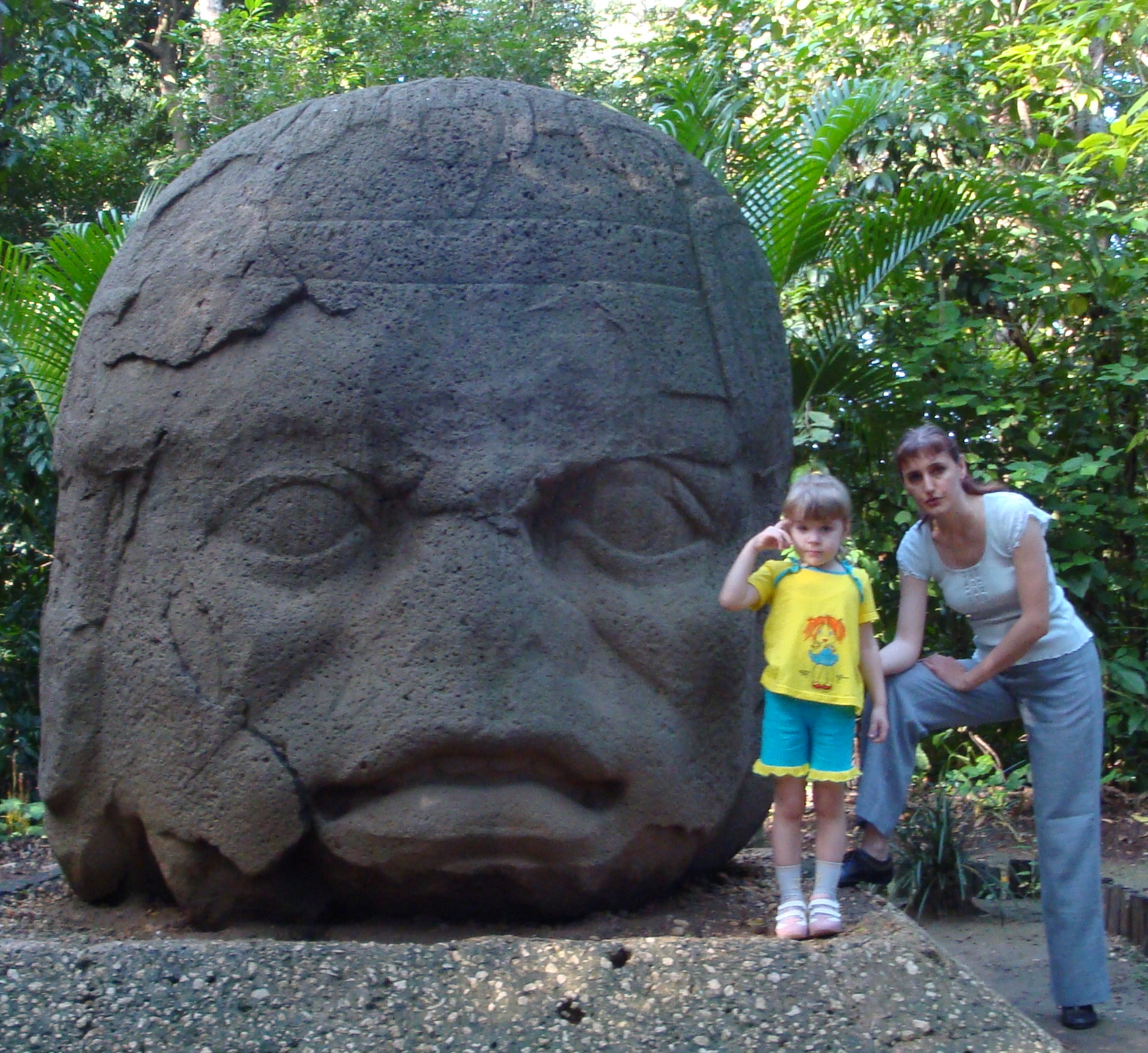
سر 4 لا ونتا. مقیاس این سر با اندازۀ یک دختر نوجوان و یک دختر بچه در تصویر مقایسه شده است.

یادبود 4 لا ونتا به ارتفاع 2.26 متر، عرض 1.98 متر، و وزن 19.8 تن است. تاج این سر پیچیده بوده و صدمه دیده است؛ اما جزئیات مختلفی هنوز قابل مشاهده می باشد. بالای تاج با رد چنگالی از یک پرنده تزئین شده است. گوش‌ها و لب‌ها به طور کامل آسیب دیده‌اند. این سر دندان‌های برجسته‌ای دارد.

### تریس زاپوتس

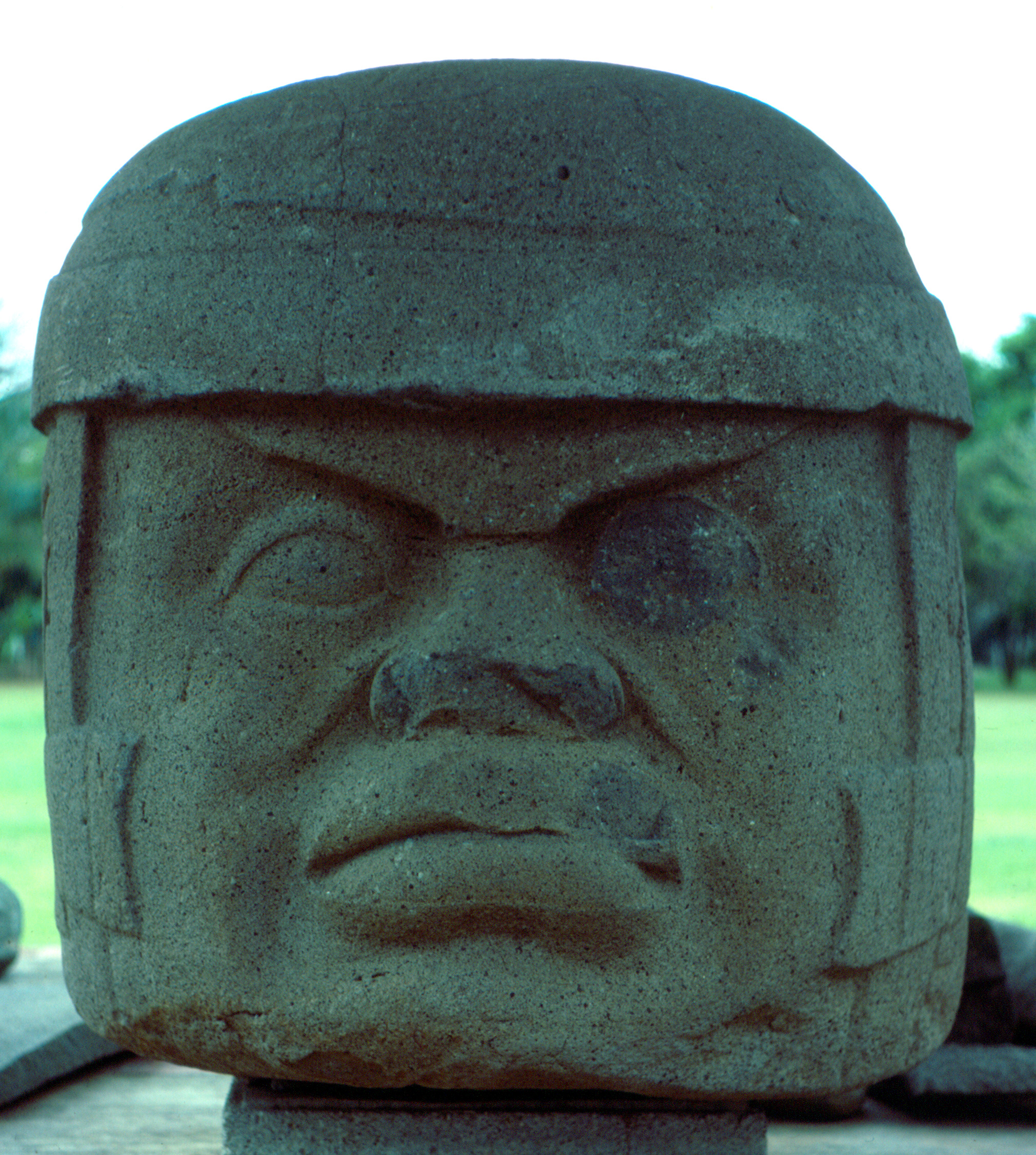
یادبود A تریس زاپوتس

دو سر تریس زاپوتس، قدیمی‌ترین یادبودهای سنگی شناخته شده در این منطقه هستند. کشف یکی از آنها منجر به به اولین تحقیقات باستان‌شناسی دربارۀ فرهنگ اولمک شد که توسط متیو استیرلینگ در سال 1938 انجام گرفت.
یادبود A تریس زاپوتس نخستین سری بود که به طور تصادفی در اواسط قرن نوزدهم کشف شد. این سر در سال 1939 توسط متیو استیرلینگ حفاری شد. این سر به ارتفاع 1.47 متر، عرض 1.5 متر و وزن 7.8 تن است. سر با تاجی ساده حکاکی شده که نوار بزرگی دارد که بر روی گونه‌ها قرار دارد. صورت با چین و چروک‌های عمیق حکاکی شده است.

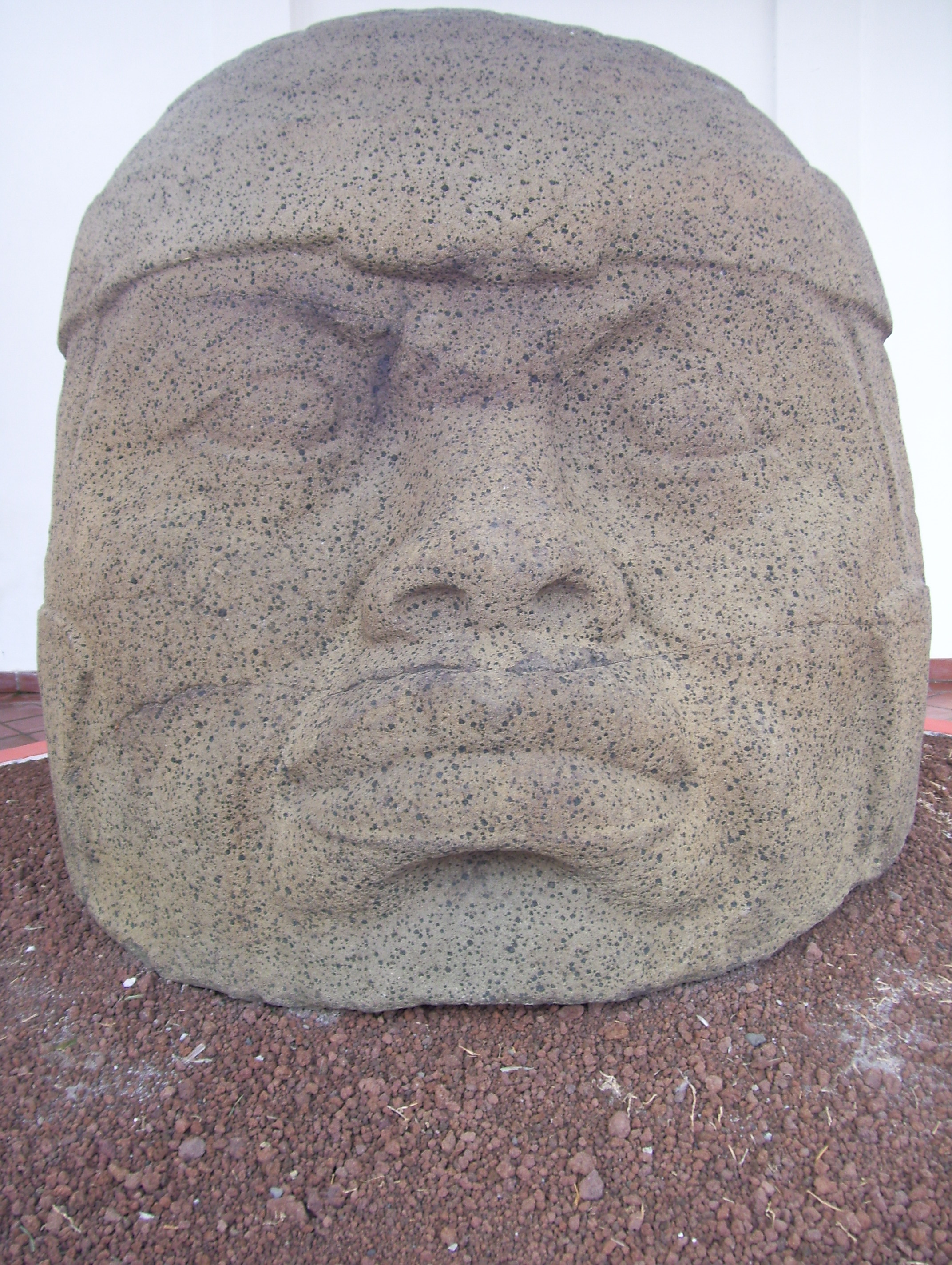
یادبود Q تریس زاپوتس

یادبود Q تریس زاپوتس به ارتفاع 1.45 متر، عرض 1.34 متر و وزن 8.5 تن است. تاریخ دقیق کشف آن مشخص نیست اما تخمین زده می شود که در دهۀ 1940 کشف شده باشد، زمانی که توسط ماشین‌آلاتی که برای پاکسازی پوشش گیاهی در منطقه استفاده می شد، آسیب دید.

### لا کوباتا

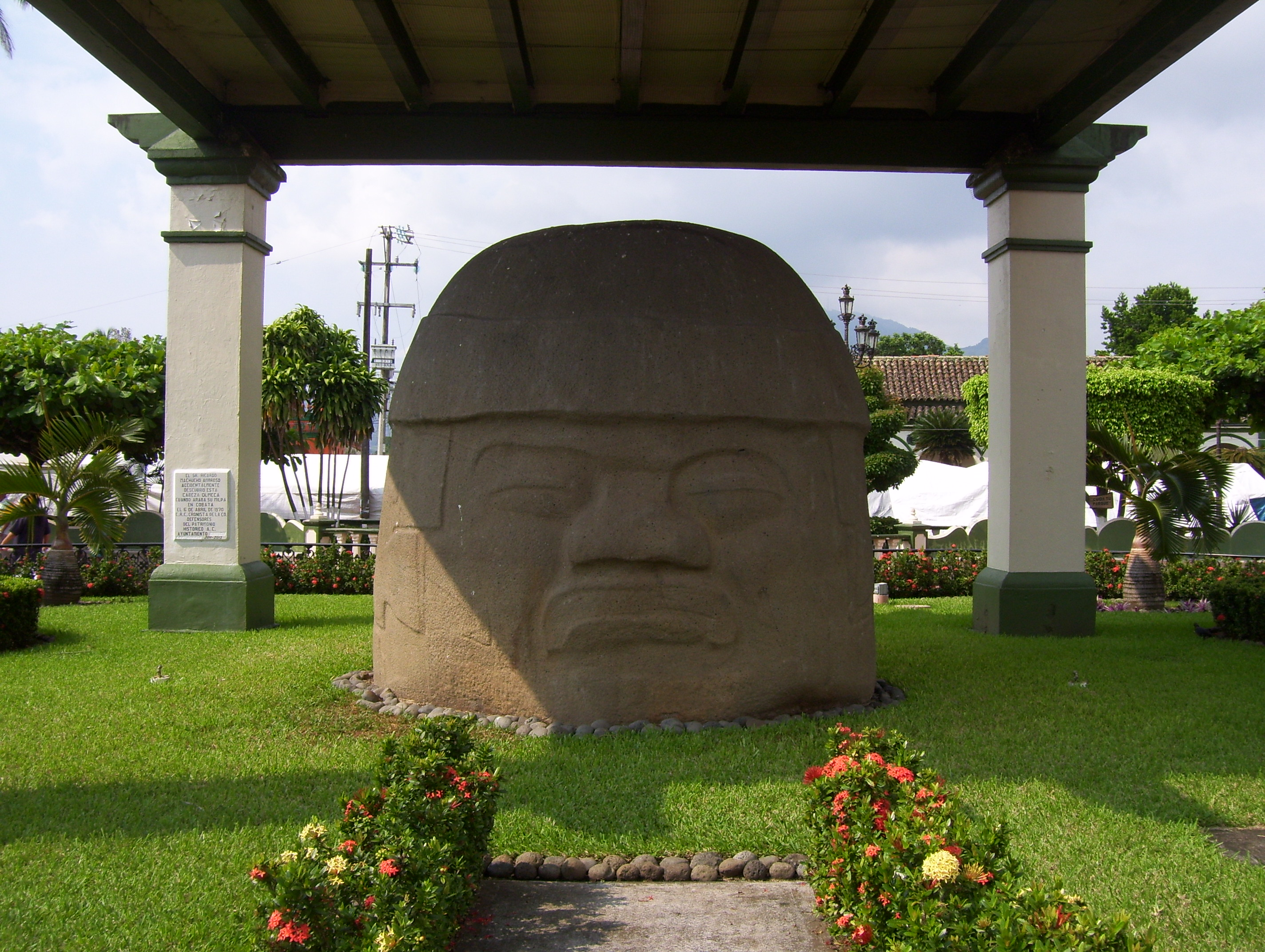
سر کشف شده در منطقۀ لا کوباتا

منطقه لا کوباتا منبع سنگ‌های بازالت مورد استفاده سرهای تمدن اولمک بود که یک سر در سال 1970 در همین منطقه کشف گردید. قدمت این سر به دورۀ کلاسیک پایانی بین سالهای 900 تا 600 پیش از میلاد می باشد.

## خرابکاری ووندالیسم
در تاریخ 12 ژانویه 2009 سه نفر شامل دو مکزیکی و یک آمریکایی وارد پارک - موزۀ لا ونتا شدند و به حدود 30 قطعۀ باستانی، از جمله چهار سر، آسیب رساندند. این خرابکاران اعضای یک کلیسای انجیلی بودند و به نظر می‌رسید که در حال انجام یک مراسم بودند که در آن مراسم نمک، آب انگور و روغن بر روی سرها ریختند. برآورد شد که برای تعمیر آسیب‌ها به 300,000 پزو (معادل 21,900 دلار آمریکا) نیاز است و فرآیند بازسازی چهار ماه طول خواهد کشید. سه خرابکار پس از دستگیری و پرداخت خسارت به مبلغ 330,000 پزو آزاد شدند.

## مقالات مرتبط
1. موآی

## منبع
1. برگردان ویکی پدیای انگلیسی، Olmec colossal heads.